# Roberto Bonano
Roberto Oscar Bonano est un footballeur argentin né le 24 janvier 1970 à Rosario. Il évoluait au poste de gardien de but. 
Il a participé à la Coupe du monde 2002 avec l'équipe d'Argentine. Il officiait en tant que troisième gardien.

## Biographie
En juillet 2015, Roberto Bonano devient l'assistant de l'entraîneur Eduardo Berizzo au Celta de Vigo. Il avait déjà coïncidé avec Berizzo à Estudiantes de la Plata et O'Higgins.

## Carrière
- 1991-1996 :  Rosario Central
- 1996-2001 :  River Plate
- 2001-2003 :  FC Barcelone
- 2003-2004 :  Real Murcie
- 2004-2008 :  Deportivo Alavés[1]

## Palmarès
- 13 sélections en équipe d'Argentine entre 1996 et 2000
- 1re sélection : Argentine - Yougoslavie : 2-3, le 28 décembre 1996
- Champion d'Argentine en 1996, 1997 et 1999 (Apertura); en 1997 et 2000 (Clausura) avec River Plate
- Finaliste de la Coupe intercontinentale en 1996 avec River Plate
- Vainqueur de la Supercopa Sudamericana en 1997 avec River Plate
- Finaliste de la Recopa Sudamericana en 1997 et 1998 avec River Plate